# Себастијан Дам
Себастијан Дам (дан. Sebastian Dahm; Копенхаген, 28. фебруар 1987) професионални је дански хокејаш на леду који игра на позицији голмана.
Члан је сениорске репрезентације Данске за коју је дебитовао на светском првенству 2009. године.
Од маја 2015. игра у дресу аустријске екипе ХК Грац 99ерс у ЕБЕЛ лиги.